# Astragalus pseudovegetus
Astragalus pseudovegetus är en ärtväxtart som beskrevs av Dieter Podlech och Ekici. Astragalus pseudovegetus ingår i släktet vedlar, och familjen ärtväxter. Inga underarter finns listade i Catalogue of Life.